# 玛尔塔·帕尼尼
玛尔塔·帕尼尼（義大利語：Marta Pagnini，1991年1月21日—），意大利女子艺术体操运动员。她曾代表意大利获得2012年夏季奥运会体操比赛女子团体全能铜牌。她也参加了2016年夏季奥运会。